# Большой Царицынский дворец
Большо́й дворе́ц — дворец, входящий в комплекс застройки Царицынского дворцово-паркового ансамбля. Построенный Матвеем Казаковым в 1786—1796 годах на месте разобранных зданий Василия Баженова, дворец стал главной постройкой для несостоявшейся подмосковной резиденции Екатерины II.
Выполненный в характерном для Царицына стиле псевдоготики, Большой Царицынский дворец несёт в себе явные черты классицизма и является ярким памятником архитектуры XVIII века. За всю свою историю постройке не нашлось достойного применения, уже в начале XIX века она стала превращаться в живописную руину.
В 2005—2007 годах руинированное здание, от которого оставались лишь внешние стены, было восстановлено в процессе реставрации и реконструкции дворцово-паркового ансамбля. Реконструкция здания подверглась жёсткой критике в СМИ экспертами — реставраторами и архитекторами. В настоящее время дворец используется для размещения экспозиций музея-заповедника «Царицыно», для проведения художественных выставок и концертов.

## История создания
Во время своей краткой поездки в Москву в июне 1785 года Екатерина II осмотрела царицынское строительство под руководством Василия Баженова и осталась недовольна сделанной работой. В январе 1786 года Баженов был уволен от возложенных на него должностей. К февралю 1786 года Матвей Казаков, ученик и товарищ Баженова, подготовил по поручению императрицы проект нового Большого дворца, и он был одобрен Екатериной. В марте началась разборка трёх корпусов — покоев Екатерины, её внуков и цесаревича Павла; 18 июля был заложен новый дворец «по вновь конфирмованному учинённому архитектором Казаковым плану».
Выбор Казакова в качестве главного архитектора переделки Царицына не был случайным — Екатерина в то время к нему благоволила. Матвей Казаков в своём проекте попытался по возможности сохранить избранный Баженовым стиль, основанный на традициях московского зодчества XVII века. Но со времени начала строительства Царицына прошло десять лет; за эти годы изменились тенденции в русской архитектуре, изменились и вкусы императрицы. Новый Большой дворец приобрёл трёхчастное деление, характерное для классицизма, монументальные пропорции и стал ведущим элементом застройки.
Объёмы нового сооружения значительно превосходили баженовских предшественников: первоначальный вариант Казакова предполагал наличие трёх этажей (без учёта цокольного), высокие кровли, крупные квадратные в плане боковые корпуса, соединённые с монументальным, увенчанным бельведером центральным корпусом.
Но этот проект остался неосуществлённым. Строительство поначалу продвигалось быстрыми темпами, но в 1790 году было остановлено — предположительно, из-за финансовых затруднений, вызванных новой русско-турецкой войной. В 1793 году, через семь лет после закладки нового дворца, Екатерина II вернулась к царицынскому строительству, но в изначальный казаковский проект были внесены существенные изменения. По её распоряжению высота дворца была уменьшена на один этаж. Архитектору пришлось спешно готовить новый проект, — с учётом того, что дворец был наполовину возведён. Изменение высоты здания привело к тому, что силуэт его стал несколько расплывчатым; нарушение первоначальных пропорций повлияло на архитектурную связность частей дворца. Однако уменьшение высоты здания позволило его лучшим образом вписать в существующую баженовскую застройку ансамбля, но полной гармоничной взаимосвязи достичь не удалось.
В ноябре 1796 года Екатерина Великая скончалась. К этому моменту строительство Большого царицынского дворца вчерне завершилось, здание было покрыто временной крышей. Велись внутренние отделочные работы: 17 помещений дворца имели паркетные полы и отделку потолков. А новый император Павел I, осматривавший дворец в марте 1797 года, повелел «в селе Царицыне никаких строений не производить». В дальнейшем обустройство царицынских построек так и не возобновилось, и жилой императорской резиденцией дворцовый ансамбль, долго и трудно строившийся Василием Баженовым и Матвеем Казаковым, так и не стал.

## Архитектурные особенности
Казаковский дворец в чём-то повторяет замысел Баженова: его основу составляют два равных крыла, квадратных в плане, предполагавшихся для покоев Екатерины II (правое крыло) и цесаревича Павла (левое). Оба крыла соединены средней частью, которая снаружи выглядит главным элементом здания — монументальным и величественным. Однако, если посмотреть на дворец в плане, станет очевидным, что середина дворца довольно узкая, и по сути представляет собой галерею, соединяющую главные объёмы.
Ведущим визуальным элементом дворца, определяющим его силуэт, стали угловые башни; благодаря им готические мотивы в Царицыне стали ещё более выраженными. Тем не менее шатровые завершения башен стилистически восходят и к башням Московского Кремля. В здании, несмотря на его общий готический облик, явно проступают черты классицизма, ставшего к 1790-м годам ведущим направлением русской архитектуры. Строгая симметрия и трёхчастное деление фасадов определяет спокойствие и уравновешенность пропорций, монументальные каннелированные полуколонны акцентируют углы башен, колоннадой отмечен парадный вход во дворец. Ряд архитектурных элементов придают тяжеловесность дворцу: мощные сандрики, лоджии бельэтажей боковых корпусов, стрельчатая «готическая» аркада верхнего яруса, подчёркивающая толщину стен. Стрельчатые арки, кстати, лишь обозначают общий рисунок оконных проёмов — сами окна почти все прямоугольные. Во многом Большой Царицынский дворец демонстрирует иной подход к решению задачи постройки загородной резиденции «в готическом вкусе»: по сравнению с баженовским проектом, здесь посредством классицистических решений проявилась «державная мощь» и отсутствуют лёгкость и игривость. Готика и «московское барокко» перестали быть частями творческого синтеза для выработки особого, неповторимого стиля, оставшись элементами тщательно проработанного декора.
К 1796 году у Большого Царицынского дворца уже была временная кровля, выкрашенная в чёрный цвет. Это придавало зданию мрачноватый облик, что отразилось на восприятии дворца у современников строительства и их потомков:
Это огромное здание, как гроб великана, есть произведение зодчего, едва ли бывшего художником. Казаков выстроил дворец, который теперь стоит как мавзолей над гением Баженова.
— такая нелестная оценка, опубликованная в журнале «Телескоп» в 1832 году, выражала распространённое в XIX веке мнение о Большом Царицынском дворце. «Гробом» его называет И. В. Киреевский в раннем эссе «Царицынская ночь» (1827); среди других эпитетов того времени — «катафалк», «темница», «замок Черномора».
Архитектурные достоинства дворца критики стали отмечать во второй половине XIX века:
Всё это здание выражает роскошь, силу и величие, если исключить неприятную верхнюю оконечность, представляемую кровлями. Уничтожим мысленно эти тяжёлые, мрачные и некрасивые верхи башен. Заменим их лёгкими и весёлыми шпицами. Облегчим верхнюю линию конька кровли ажурным гребнем. И тогда целое получит другой вид. Это будет чудесное здание, милое и очаровательное, вполне достойное служить для царственного отдохновения и удовольствий.
— писал Н. Дмитриев в статье «Царицыно» в 1862 году, и в своём мнении он не был одинок: сходные идеи высказывались в XIX — начале XX века.
Возможно, подобным мнением руководствовались создатели проекта восстановительных работ, проведённых в 2005—2007 годах. По крайней мере, именно это сделали реставраторы: вместо исторически достоверной кровли чёрного цвета без декоративных деталей они воссоздали кровлю из первоначального проекта Казакова (датированного 1786 годом и утверждённого Екатериной II) — со «шпицами» и «ажурным гребнем».

Руинированный дворец, за свою историю никак не использовавшийся, за два года был превращён в современный музейный комплекс. Основную часть здания занимают выставочные и музейные залы. Во дворце были созданы также два интерьерных зала — «Екатерининский» и «Таврический»; они вызвали наибольшую критику восстановления дворца со стороны общественности и специалистов-реставраторов. В историческом Большом Царицынском дворце законченных интерьеров никогда не существовало, поэтому их наличие (а также отступление от исторической достоверности в воссоздании кровли) позволяет квалифицировать постройку как новодел. Коллектив реставраторов, архитекторов и художников возглавлял М. М. Посохин (генеральный директор «Моспроекта-2») и М. Л. Фельдман.
- Лоджия
- Дворец и фундаменты Большого кавалерского корпуса

## Залы и интерьеры

### Екатерининский зал
Екатерининский зал расположен на первом этаже Большого Царицынского дворца, справа от парадной лестницы. После реконструкции зал стал основным парадным залом дворца и был назван Екатерининским в честь императрицы всероссийской Екатерины II.
Екатерининский зал впечатляет своим роскошным паркетным полом, инкрустированным драгоценными породами дерева, золотой отделкой стен и потолка и пышными хрустальными люстрами. Зал украшен лепным декором на тему «Триумф Екатерины» работы скульпторов Владимира Агейченко и Рината Сайфутдинова, а также триптихом живописца Евгения Максимова на тему торжественной коронации императрицы в Москве в 1762 году. На стене над балконом золотыми буквами выбито вечно актуальное высказывание Екатерины II: «Власть без доверия народа ничего не значит».
С 2006 года в зале установлена статуя императрицы Екатерины II работы выдающегося русского скульптора А. М. Опекушина (1838—1923), прославившегося памятником А. С. Пушкину в Москве. Статуя выполнена из каррарского мрамора высотой 260 см и весом более 3-х тонн. В 1896 году скульптура украшала зал заседаний Московской городской думы и чудом уцелела после Октябрьской революции.